# Villa des Arts
La villa des Arts est une voie privée située dans le 18e arrondissement de Paris, en France.

## Situation et accès
Elle débute au 15, rue Hégésippe-Moreau et se termine en impasse. Une façade donne rue Ganneron, sur le cimetière de Montmartre.

## Origine du nom
Elle porte ce nom car de nombreux ateliers d'artistes sont situés dans cette villa.

## Historique
L'ensemble de la villa, ses cours, jardins et ateliers de la fin du XIXe siècle, est inscrit au titre des monuments historiques par un arrêté du 2 mai 1994.
La villa est un ensemble d'une cinquantaine d'ateliers d'artistes, le plus important du XIXe siècle à Paris, bâti sur un terrain détaché du cimetière de Montmartre et dévolu aux artistes sous Louis XV.
En 1888, Desmichel et Gueret[Qui ?] confient à l'architecte Henri Cambon la construction des bâtiments actuels.
L'escalier principal et de nombreux éléments de construction sont issus de la récupération de pavillons de l'Exposition universelle de 1900.
Les artistes Eugène Carrière, Paul Cézanne, Paul Signac, Raoul Dufy, Louis Marcoussis, Henri Rousseau, Francis Picabia, Georg Csato, Lucien Mathelin, Francis Harburger et Marcel Jean y ont travaillé.
Plus récemment, la villa des Arts a abrité l'atelier de Nicolas Schöffer, père de l'art cybernétique, mort en 1992.
La villa a servi de décor aux films de Federico Fellini, Les Clowns et de Jean-Charles Tacchella, Escalier C.
Elle est aujourd'hui la propriété de la Ville de Paris.

La Villa des Arts, lors des journées du patrimoine 2013
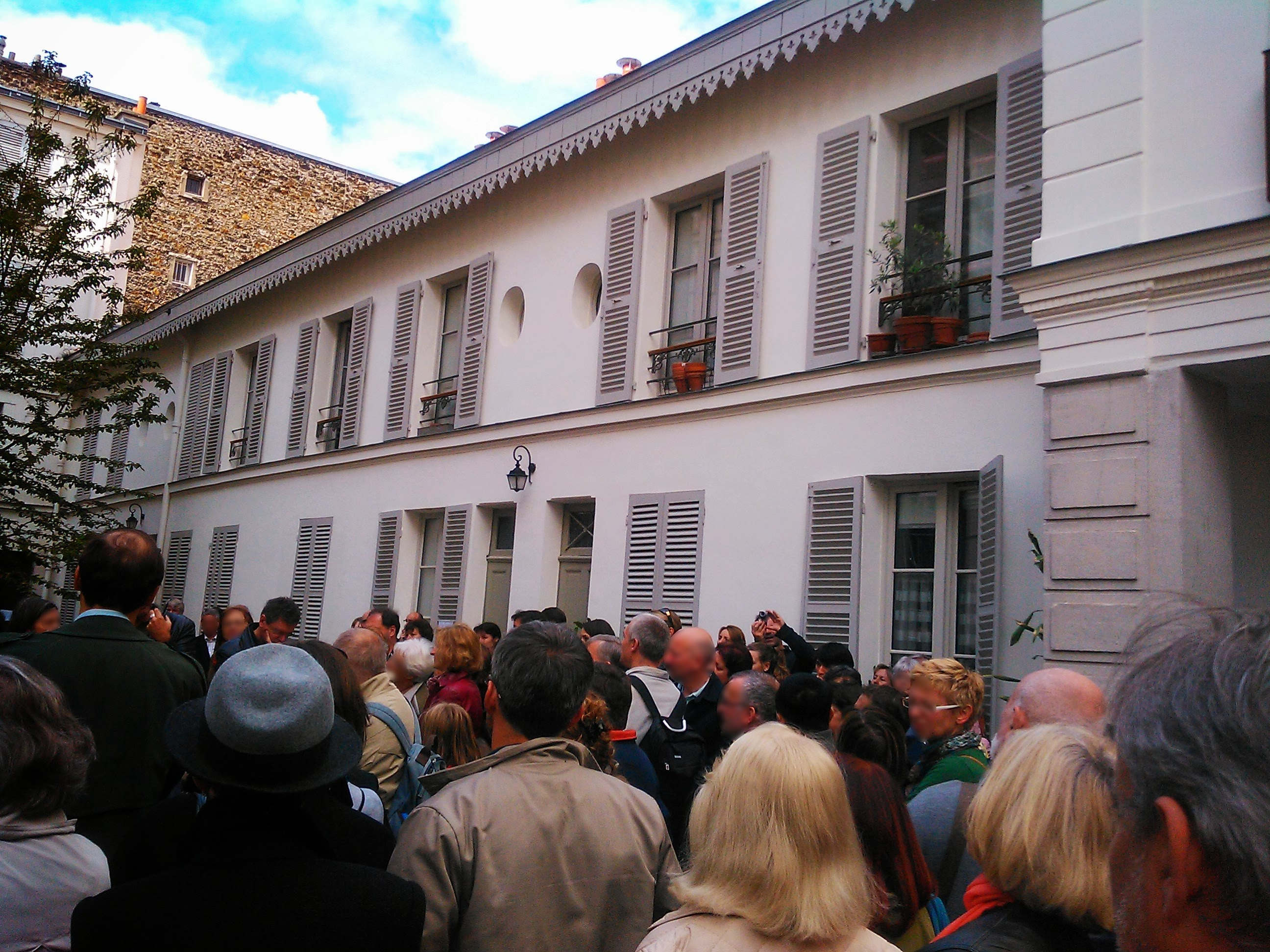
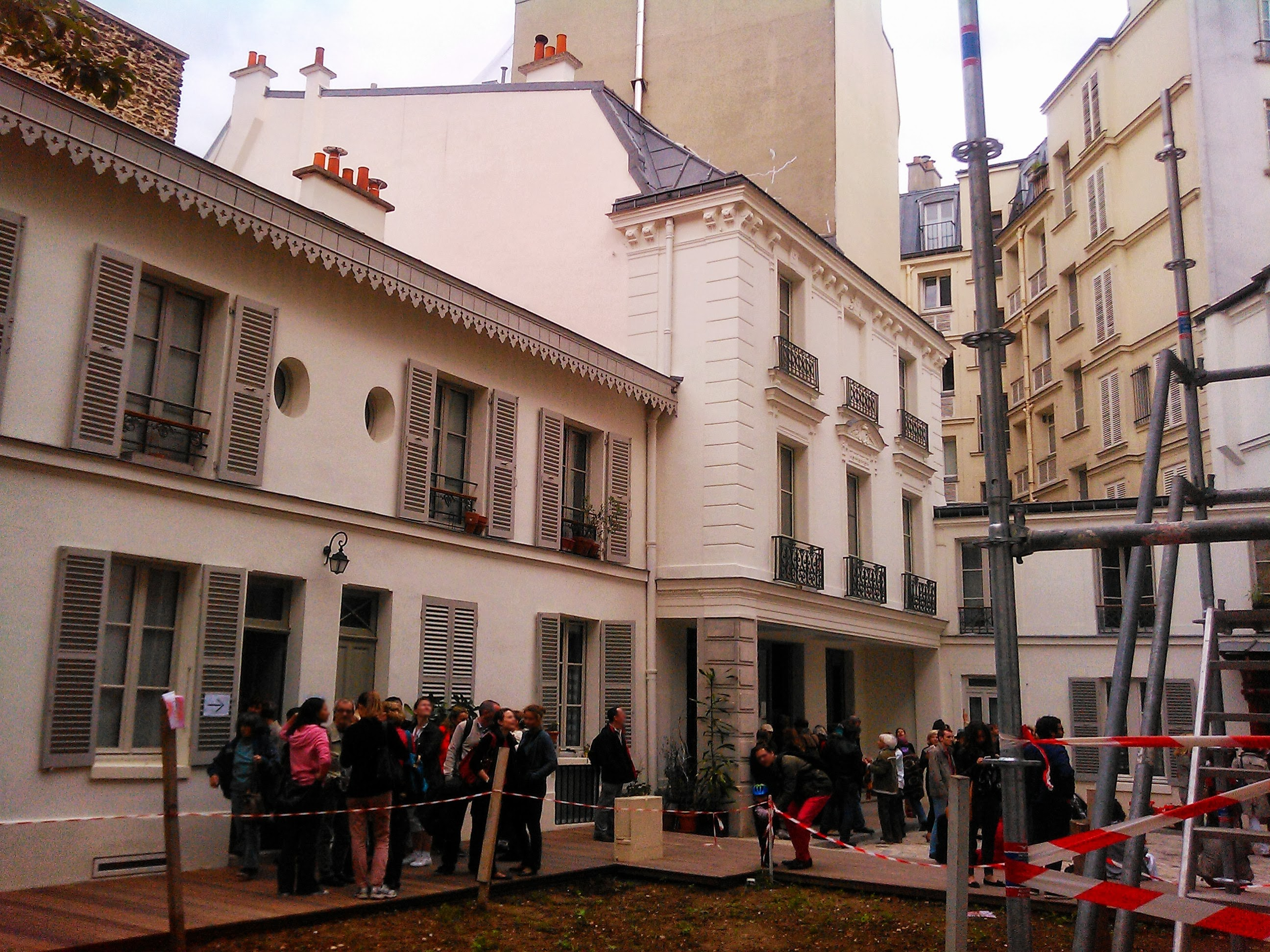